# Marvin Kirchhöfer
Marvin Kirchhöfer, född den 19 mars 1994 i Leipzig, är en tysk racerförare. 2012 blev han mästare i ADAC Formel Masters och 2013 blev han tysk F3-mästare. 2014 blev han trea i GP3-mästerskapet, i vilket han fortsätter 2015.

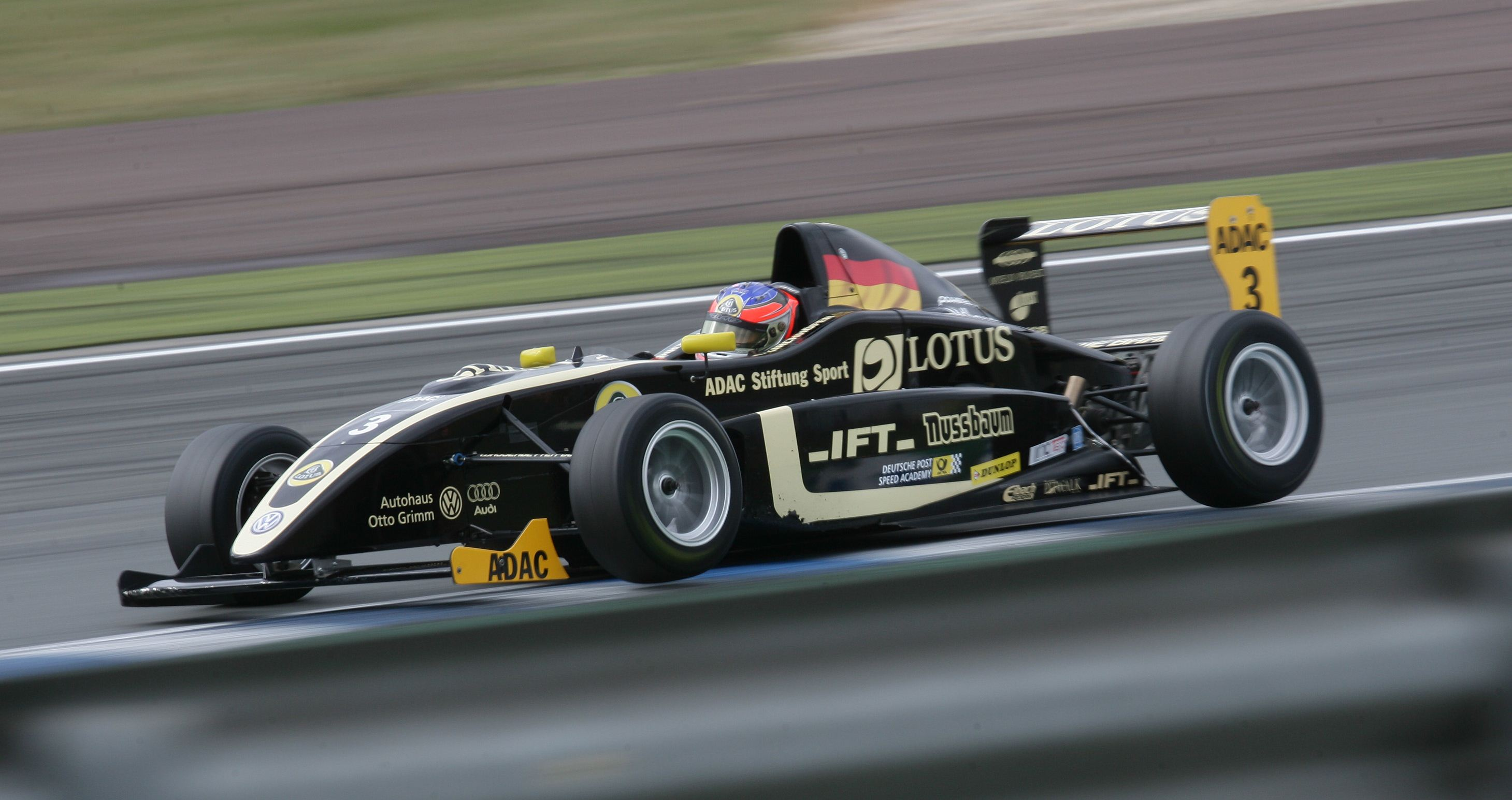
Kirchhöfer på Hockenheimring 2012.